# Hotell Mårtenson

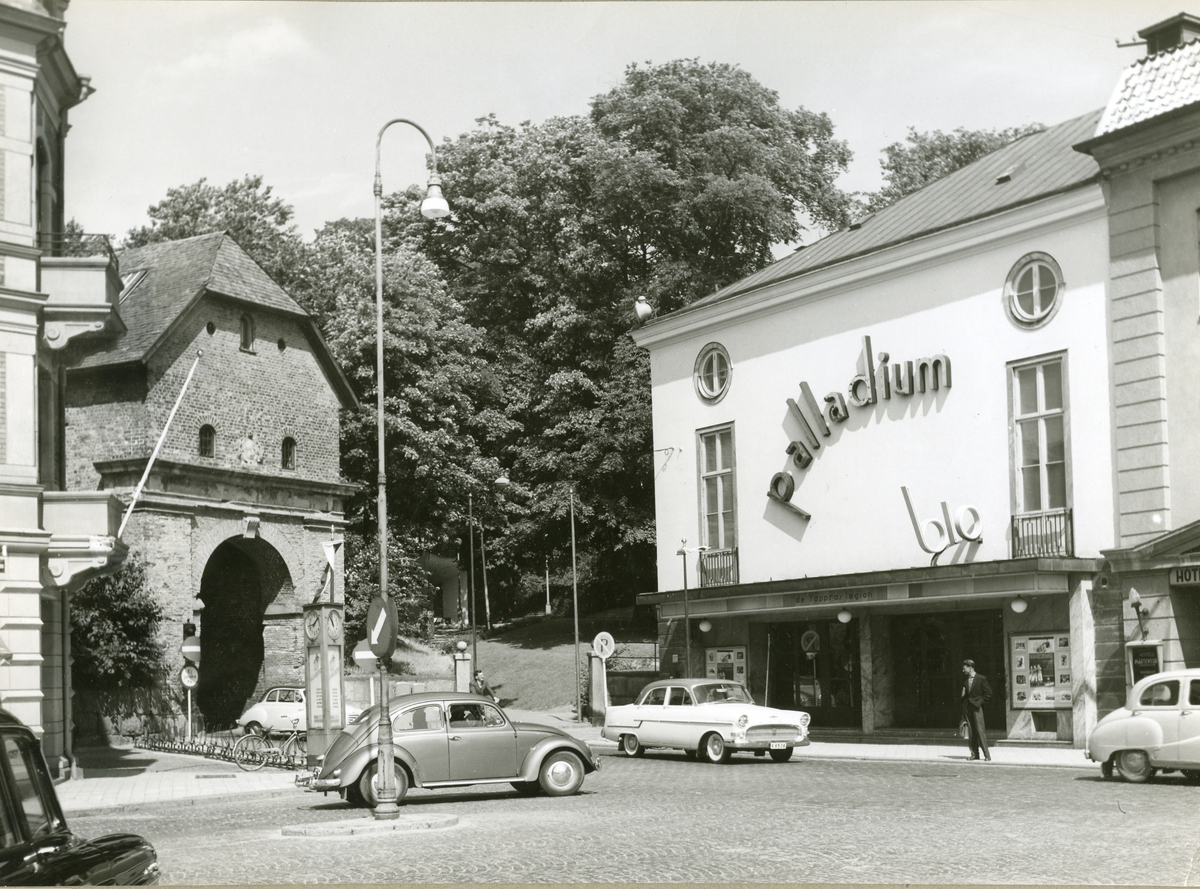
Biograf Palladium, tidigast andra halvåret 1955. Den vita bilen är en Opel Kapitän, modellår 1956.

Hotell Mårtenson är ett hotell vid Storgatan och Norre Torg i Halmstad, som erbjudit logi sedan 1858. Det är tillsammans med Hotell Svea stadens äldsta kontinuerliga hotellrörelse.
Fredrik Mårtenson, som drivit gästgivaregården i Ljungby, köpte fastigheten vid Storgatan närmast Norre Port 1858 och öppnade där hotell- och restaurangrörelse. Han byggde till huset med bland annat en kägelbana i en flygel längs med Norre Katts gränd. I hörnet av Storgatan och Norre Katts Gränd invigdes 1863 en festsal, som användes som Halmstads första, och under många år enda, teatersalong och konsertlokal. I teatersalongen visades också stumfilmer, till exempel filmen En juldröm 1901, då en biografpianist framträdde för första gången i Halmstad. År 1928 öppnade biografen Palladium i teatersalongen. Entrén låg mot Norre katts park och besökarna gick in via en inbyggd förbindelse över Norr
Förutom hotellrörelsen drev Fredrik Mårtenson också en större och en mindre sommarrestaurang i Norre katts park. Från 1907 hyrde staden bara ut den större restaurangen, som kallades Övre Tivoli och låg på Norra bastionens högverk Norre katt, till Mårtensson, medan stadens nykterhetsvänner fick ta över den mindre för att driva ett nykterhetskafé.
Hotellet övertogs av Elite Hotels 2023.

## Inspiration till TV-serien Vår tid är nu
I mitten av 1900-talet drevs Hotell Mårtenson av Franz (död 1969) och Greta Gruber (död 1996). Franz Gruber dog 1969 och hade då i sitt testamente skrivit att änkan skulle disponera direktörsvåningen högst upp i huset till sin död och också få fri mat serverad från hotellet. Under Greta Grubers sista år på Mårtenson började Johan Rosenlind arbeta på hotellet och hade då bland annat uppdraget att servera henne i den gamla direktörsvåningen. Senare blev han manusförfattare till tv-serien Vår tid är nu och i den baserade han en rollfiguren Helga Löwander på Greta Gruber. Efter Greta Grubers död byggdes takvåningen om till hotellrum. Ytterligare en stor renovering gjordes i början på 2020-talet.

## Bildgalleri

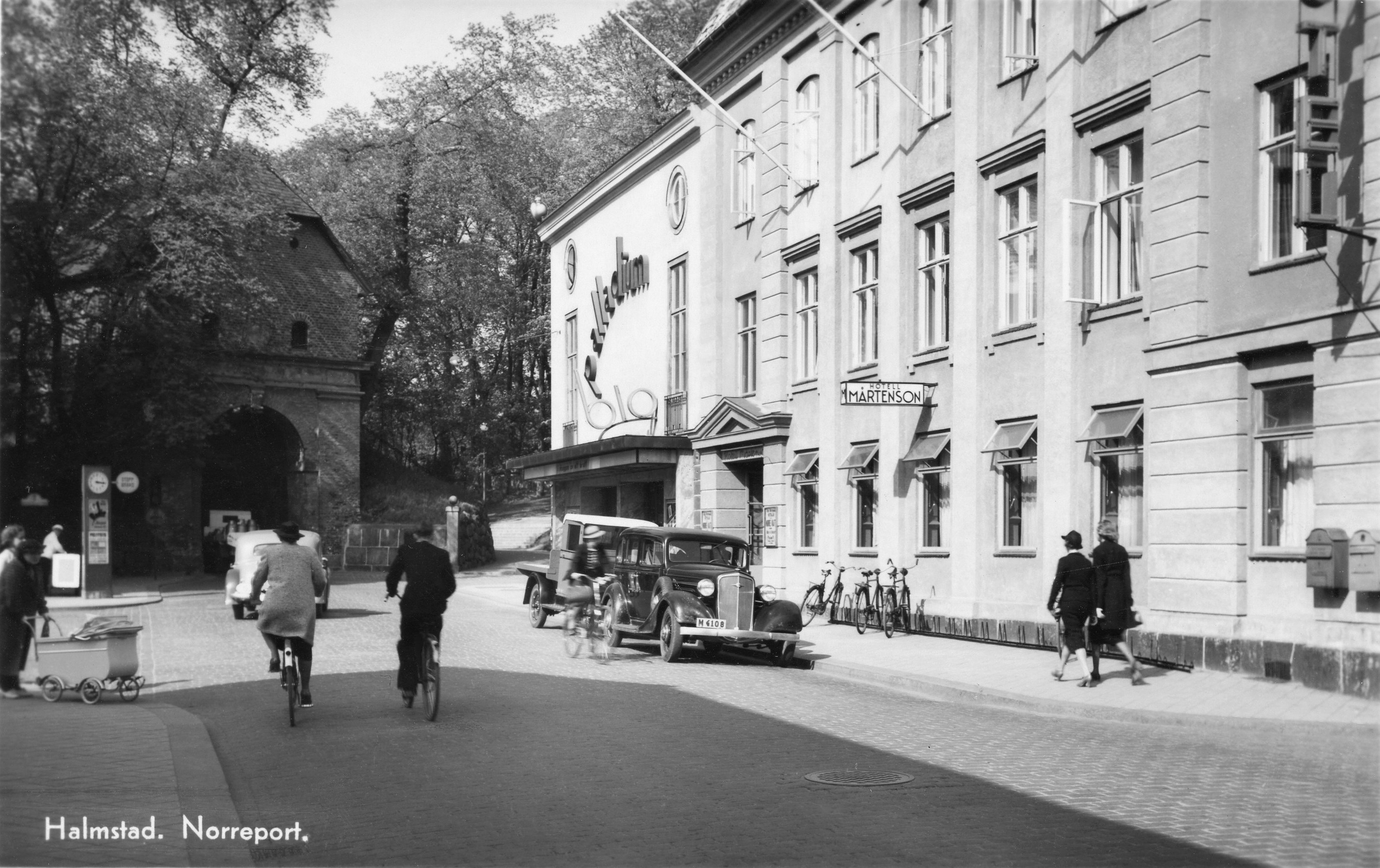
Biograf Palladium och Hotell Mårtensson, 1940-talet
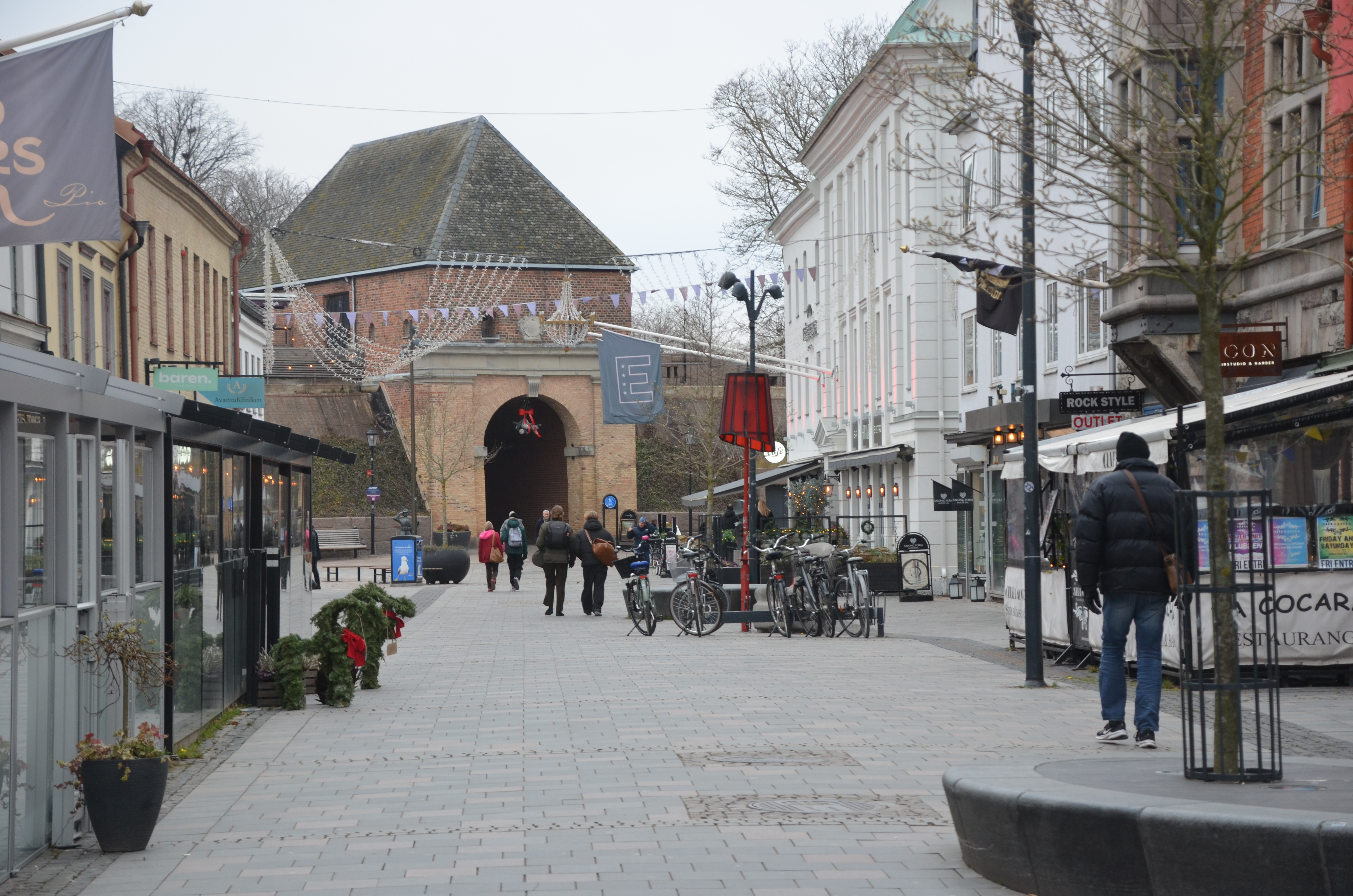
Storgatans norra ände mot Norre Port, 2024